# Приступна мрежа
Под термином приступна мрежа подразумева се део медијума за пренос информација од (нпр. у фиксној телефонији) Централе (где се врши даља обрада сигнала за комутацију и пренос на веће даљине), до претплатника. Та мрежа се остварује на следеће начине:
- Мрежа путем бакарних парица
- Мрежа путем коаксијалних каблова
- Мрежа путем оптичких каблова
- Мрежа преко бежичних система преноса